# (8196) 1993 UB3
(8196) 1993 UB3 là một tiểu hành tinh vành đai chính. Nó được phát hiện bởi Eleanor F. Helin ở Đài thiên văn Palomar ở Quận San Diego, California, ngày 16 tháng 10 năm 1993.